# Victoria Monét
Victoria Monét McCants (Georgia, 1 mei 1989) is een Amerikaans zangeres en songwriter.

## Jeugd
Monét was geboren in de Amerikaanse staat Georgia met een Afro-Amerikaanse moeder en een Franse vader. Als kind verhuisde ze al naar Sacramento, de hoofdstad van Californië. Van jongs af aan stelde ze al veel belang in zang en dans. Ze maakte voor het eerst kennis met podium toen ze in haar katholieke school meezong in de kersttoneelstukken. Ook zong ze mee in het jeugdkoor van de plaatselijke kerk. Desalniettemin was het dans dat haar aantrok om een artiest te worden. Toen ze in een lokale middelbare school voor podiumkunsten zat, ontwikkelde ze een zwaar dansschema voor zichzelf. Later gaf ze ook les in twee verschillende dansstudio's en repeteerde ze in een lokale dansgroep, genaamd Boogie Monstarz, in de Step One Dance Studios in Sacramento. Dit combineerde ze met een job bij een plaatselijke bank.

## Carrière

### 2014—2015: Eerste succes enNightmares & Lullabies
Naast de talrijke dansrepetities vond Monét ook een passie in het uitwisselen van poëzie. Dit vormde de aanzet voor het schrijven van muziek. Intussen had ze zichzelf veel over de productiewereld geleerd, met name over producers en het maken van muziek in opnamestudio's. Niet veel later hoorde ze over muziekproducent en singer-songwriter Rodney Jerkins, ook gekend als Darkchild. Ze voegde hem toe op Myspace, wat resulteerde in zijn uitnodiging om haar een auditie te laten doen voor zijn nieuwe vrouwengroep die hij ging vormen: Purple Reign. De groep kreeg een platencontract van Motown, nog geen jaar later. Uiteindelijk werd de groep niet meer ondersteund door de platenmaatschappij. Enige tijd later wist ze echter haar verscheidene nummers en hooks te verkopen aan verschillende artiesten, waaronder Kendrick Lamar, Kanye West, Ariana Grande, Nas, T.I., B.o.B en anderen. Vervolgens kreeg ze een platencontract aangeboden door Craig Kallman, de CEO van Atlantic Records. Op 30 oktober bracht Monét haar eerste ep uit, genaamd Nightmares & Lullabies: Act 1. Op 17 juni 2015 bracht ze een vervolg hiervan uit, Nightmares & Lullabies: Act 2. Datzelfde jaar nam ze de single "A Little More" op met Machine Gun Kelly. De single werd uitgebracht op 6 maart 2015 en staat op Machine Gun Kelly's album "General Admission".

### 2016—2019: Voorprogramma's enLife After Love
Monét vervoegde zich samen met popzangeres JoJo bij de vrouwengroep Fifth Harmony, als hun voorprogramma van de 7/27 Tour die op 25 juli 2016 begon. Een dag later bracht Monét haar single "Do You Like It" uit.
Na de schietpartij in Orlando op 12 juni 2016, de dood van Christina Grimmie en verschillende andere schietpartijen en de Verenigde Staten van Amerika, bracht Monét samen met Ariana Grande het nummer "Better Days" uit. Hierin beklagen ze zich tegenover al het geweld gaande in de wereld en hopen ze op betere dagen. In september 2016 maakte Grande bekend dat Monét als voorprogramma zou gaan dienen in de Noord-Amerikaanse reeks van de Dangerous Woman Tour, samen met de Britse meidengroep Little Mix. Ook stond Monét haar bij in de Europese reeks, samen met rapster Bia.
In april 2017 bracht Monét haar single "Ready" uit, terwijl ze nog samen op tournee was met Grande. Op 23 februari bracht Monét haar derde ep Life After Love, Pt. 1 uit, die haar single "Freak" van 9 februari bevatte. Op 28 september van datzelfde jaar volgde haar vierde ep LIfe After Love, Pt. 2. Op 1 april 2019 bracht ze samen met Ariana Grande de single "Monopoly" uit, terwijl Grande op haar Sweetener World Tour was.

### 2019—heden:Jaguar, debuutalbum in drie delen
Eind 2019 verscheen de single "Ass Like That" als eerste voorbode van haar debuutalbum Jaguar; begin 2020 gevolgd door "Moment" en op 19 juni door "Experience", een samenwerking met Khalid en SG Lewis. In een interview met Apple Music vertelde Monét dat Jaguar in drie aparte delen zou worden uitgebracht. Het eerste deel verscheen op 7 augustus 2020. 4 oktober bracht Monét op Soundcloud het semi-instrumentale nummer "Politics" uit; dit was een bewuste keuze zodat de luisteraars hun eigen feature eraan konden toevoegen. Vier dagen, op 8 oktober, later kwam Monét met een remix van de ep-track "Touch Me"  waarop de Amerikaanse singer-songwriter Kehlani te horen was. Speciaal voor de kerstdagen bracht Monét in december 2020 een instrumentale editie uit van Jaguar onder de titel A Jaguar Christmas: The Orchestral Arrangements.
Op 1 februari 2021 verscheen de single "F.U.C.K." die voorzien werd van een western-achtige videoclip. Voor de opvolger "Coastin", die 5 augustus uitkwam, werd een clip gemaakt waarin Rickey Thompson meespeelde. In juni 2022 vertolkte Monét "Coastin" tijdens het voorprogramma van de 22e BET Awards; tevens kondigde ze het tweede deel van haar Jaguar-drieluik aan.
Op 24 maart 2023 verscheen het nummer "Smoke" (ft. Lucky Daye), de eerste single van Monét in ruim twee jaar. Daarna volgden "Party Girls" (ft. Buju Banton) en "On My Mama" op respectievelijk 10 mei en 16 juni. Tussendoor werd er op 26 mei een dancehallversie van "Party Girls" uitgebracht met extra gastvocalen van Michaël Brun. In juli 2023 stond Monét op de voorkant van de 125e editie van het blad Clash. In augustus kwam Jaguar II uit; het nummer Hollywood, waarop de band Earth, Wind & Fire en Monét's tweejarige dochter Hazel te horen waren, werd genomineerd voor een Grammy Award.

## Privéleven
In november 2018 maakte Monét via Twitter bekend dat ze biseksueel is. Dit deed ze met een referentie aan Frank Oceans nummer "Chanel", wat ook over zijn seksualiteit gaat.

## Discografie

### Ep's
| Titel                         | Datum             | Label                | Soort drager |
| ----------------------------- | ----------------- | -------------------- | ------------ |
| Nightmares & Lullabies: Act 1 | 30 oktober 2014   | Victoria Monét Music | Download     |
| Nightmares & Lullabies: Act 2 | 17 juni 2015      | Victoria Monét Music | Download     |
| Life After Love, Pt. 1        | 23 februari 2018  | Victoria Monét Music | Download, cd |
| Life After Love, Pt. 2        | 28 september 2018 | Victoria Monét Music | Download, cd |

### Singles
| Titel                               | Jaar | Album                                  |
| ----------------------------------- | ---- | -------------------------------------- |
| "Made in China" (met Ty Dolla Sign) | 2014 | Nightmares & Lullabies: Act 1          |
| "90's Babies"                       | 2015 | Nightmares & Lullabies: Act 2          |
| "High Luv"                          | 2015 | Nightmares & Lullabies: Act 2          |
| "See the Light"                     | 2015 | Nightmares & Lullabies: Act 2          |
| "Do You Like It"                    | 2016 | Life After Love, Pt. 2                 |
| "Ready"                             | 2017 | Life After Love, Pt. 2                 |
| "Freak"                             | 2018 | Life After Love, Pt. 1                 |
| "Monopoly" (met Ariana Grande)      | 2019 | Thank U, Next (Japanse deluxe-uitgave) |
| "Ass Like That"                     | 2019 | Jaguar                                 |
| "Moment"                            | 2020 | Jaguar                                 |
| "Experience" (met Khalid)           | 2020 | Jaguar                                 |

- International Standard Name Identifier: 0000 0003 7882 0474
- Library of Congress Control Number: no2012113906
- MusicBrainz: 28d83274-26ab-4a6a-b9ff-340f4784e7dd
- Virtual International Authority File: 256470260
- WorldCat: E39PBJp68dHy83GP8jTXD8PJDq